# 겁쟁이
겁쟁이는 대한민국의 음악 그룹인 Buzz의 노래이다. 사랑하는 사람이 존재하지만, 찾아가지 못하고 혼자서만 끙끙 앓는 겁쟁이에 대한 노래이다.
최초수록된 앨범은 Effect이다.